# Cao cát phương đông
Cao cát phương đông hay cao cát bụng trắng (tên khoa học: Anthracoceros albirostris) là một loài chim trong họ Bucerotidae.
Loài này được coi là loài nhỏ nhất và phổ biến nhất trong các loài mỏ sừng ở châu Á. Chúng phân bố lớn nhất trong chi và được tìm thấy ở Tiểu Lục địa Ấn Độ và khắp Đông Nam Á. Môi trường sống tự nhiên của chúng là rừng ẩm vùng đất thấp nhiệt đới hoặc cận nhiệt đới. Chế độ ăn kiêng của chim ưng có sừng bao gồm trái cây, côn trùng và loài bò sát nhỏ.

## Hình ảnh

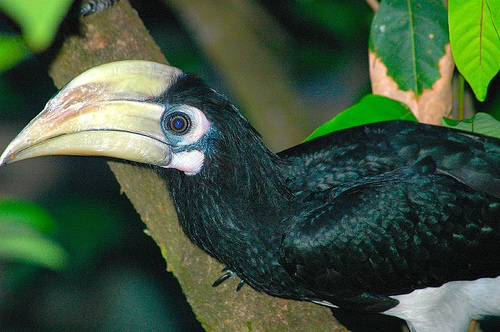
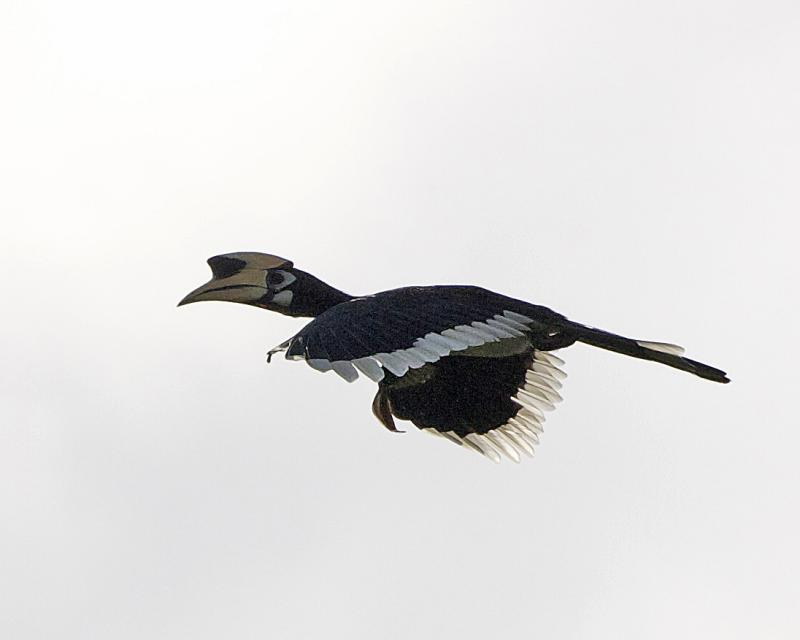
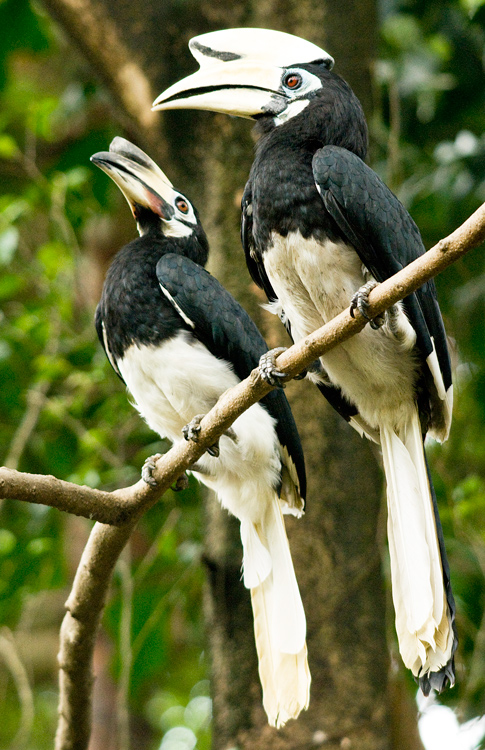
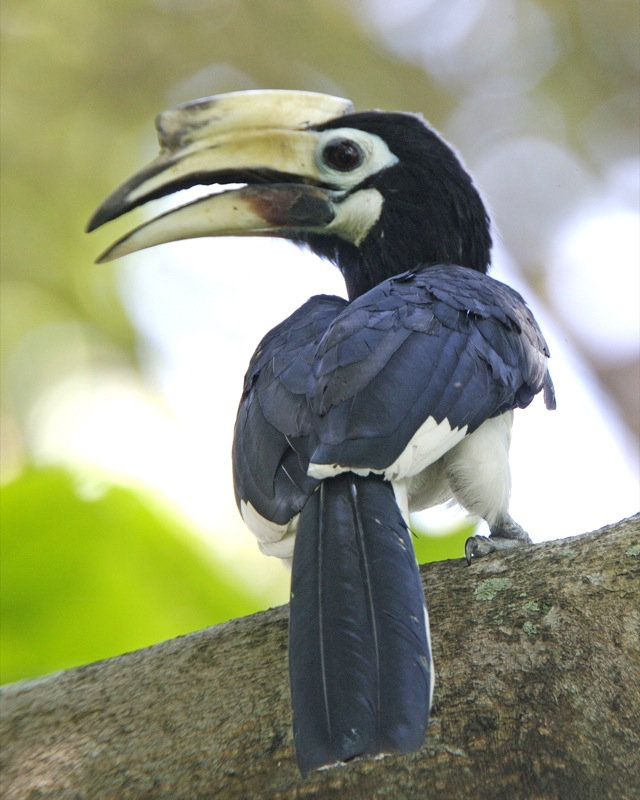